# Change of Perspective
Change of Perspective（チェンジ・オブ・パースペクティブ）は、現役高校生らが中心となって『校則データベース』を作ることを目標として発足した全国校則一覧を運営する日本の特定非営利活動法人である。

## 概要
創立者及び主要人物である神谷航平が中心となり、情報公開請求の制度を活用し、各自治体の教育委員会から校則を取り寄せ、それらをデータベース化とホームページ制作を行っている組織。
掲載校は2022年9月11日時点で1200校を突破している。
北は秋田県、南は大分県までの学生等が集まっている。

## 活動
全国の教育委員会に対し校則開示請求を行い、それを公式ウェブサイト上で公開する活動を行っている。2023年度についてはウェブサイトの公開のみであり、調査・報告はされておらず、また団体としての会議も開催されていない。

## 沿革
2021年7月8日に創立者である神谷航平によるツイートにより結成された。
その後公式ウェブサイト『全国校則一覧』を開設し、現在のような組織となり校則掲載作業を実施していった。